# Jérôme Gaspard
 (février 2017).
Si vous disposez d'ouvrages ou d'articles de référence ou si vous connaissez des sites web de qualité traitant du thème abordé ici, merci de compléter l'article en donnant les références utiles à sa vérifiabilité et en les liant à la section « Notes et références ».

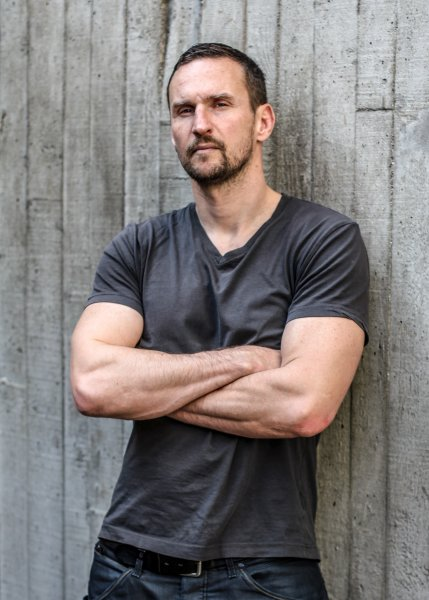
Portrait

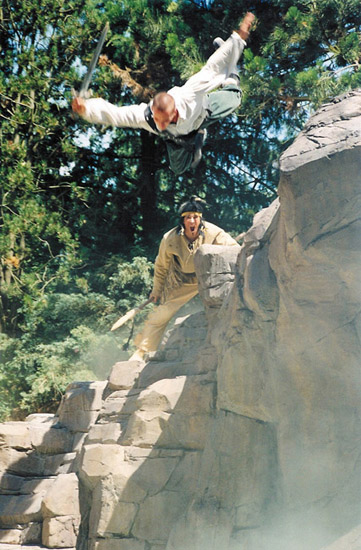
Jérôme Gaspard en action

Jérôme Gaspard, né le 23 septembre 1975 à Paris, est un cascadeur français.

## Biographie
Il commence sa carrière en 1995 par le spectacle en tant qu'acrobate. Il intègre les spectacles de Disneyland Paris en tant que cascadeur en 1997 . Après quatre années partagés entre des shows lors de conventions et les spectacles du parc Disney: Pocahontas et Tarzan, il commence à effectuer des cascades au cinéma. Il double d'abord Samuel Le Bihan sur Le Pacte des loups. Il enchaîne alors les tournages entre films (Le Boulet, La Beuze...), pubs (Renault, L'Oréal, Hugo Boss…), séries TV (No Limit, Braquo…) 
Il réalise en 2003 le site France-Cascade qui est un registre gratuit pour cascadeur. Ce site leur permet de mettre en ligne photos et CV et ainsi pouvoir se faire connaitre auprès des productions . En 2008, il réalise le site Action-Cascade afin de promouvoir son métier. Il y rédige des centaines d'articles sur l'univers de la cascade (conseils, histoire, retour d'expérience...) 
Il intègre en 2009 le centre de formation Campus Univers Cascades en tant qu'enseignant. L'année suivante, il devient directeur pédagogique du centre chargé du suivi des élèves, du recrutement des professeurs et de l'élaboration du plan pédagogique . Il crée en 2013 la société FreeJump en association avec l'acteur Tomer Sisley. Membre du comité de direction de la Fédération des cascadeurs du cinéma français (FCFC) en 2013 et 2014, il la quitte en 2015 n'étant plus en accord avec l'évolution de cette fédération[réf. souhaitée].

## Doublures principales
Les acteurs principaux dont il a été la doublure cascade sont :
- Ryan Reynolds,
- Liam Neeson,
- Kevin Costner,
- Lambert Wilson,
- Adrien Brody,
- Vincent Cassel,
- Jean Reno,
- Tomer Sisley,
- Matthias Schoenaerts,
- Samuel Le Bihan,
- Vincent Elbaz,
- Thierry Lhermitte,
- Bruno Salomone,
- Vincent Desagnat,
- Éric Cantona,
- Gaël Leforestier,
- Rupert Everett,
- Olivier Gourmet,
- Arnaud Ducret,
- Jean-Luc Reichmann,
- Hrithik Roshan (star indienne)

## Filmographie
Il apparaît dans les films suivants en tant que cascadeur ou régleur de cascades
- 2019 : The French Dispatch de Wes Anderson
- 2018 : Les Amis des Amis de Pascal Bonitzer : Régleur de cascades
- 2018 : Divorce Club de Michaël Youn
- 2018 : 6 Underground de Michael Bay
- 2018 : Benedetta de Paul Verhoeven
- 2018 : Nicky Larson et le Parfum de Cupidon de Philippe Lacheau
- 2018 : Climax de Gaspar Noé : Régleur de cascades
- 2018 : Lukas de Julien Leclercq
- 2017 : Frères Ennemis de David Oelhoffen
- 2017 : Les Joueurs de Marie Monge
- 2017 : Kursk de Thomas Vinterberg
- 2017 : Anna de Luc Besson
- 2017 : Junga de Gokul Régleur de cascades
- 2017 : L'Empereur de Paris de Jean François Richet
- 2017 : Madame Hyde de Serge Bozon // Régleur de cascades
- 2017 : Un peuple et son roi
- 2017 : Valérian et la Cité des mille planètes
- 2014 : Bastille Day // régleur : James O’Donnell « Jimmy » & Dominique Fouassier
- 2014 : Arès  // régleur : Dominique Fouassier
- 2014 : Belle et Sébastien 2  // régleur : Rémi Canaple
- 2014 : Les Rois du monde  // Régleur de cascades
- 2014 : Taken 3  // régleur : Laurent Démianoff
- 2014 : Hunger Games, la Révolte  // régleur : Sam Hargrave & Philippe Guegan
- 2013 : Samba  // régleur : Philippe Guegan
- 2013 : SK1, la traque de Guy Georges // régleur : Karim Hossini
- 2013 : Les Recettes du bonheur // régleur : Dominique Fouassier
- 2013 : Lucy // régleur : Laurent Demianoff
- 2013 : Suite française // régleur : Dominique Fouassier
- 2012 : 3 Days to Kill  // régleur : Dominique Fouassier
- 2012 : Malavita  // régleur : David Belle / Laurent Demianoff
- 2012 : L’Écume des jours  // régleur : Rémi Canaple
- 2011 : Cloclo  // régleur : Gilles Conseil
- 2011 : Battle of the Year: The Dream Team // régleur : Pascal Guegan
- 2010 : Largo Winch 2  // régleur : Philippe Guegan
- 2010 : Le Moine  // régleur : Jerome Gaspard
- 2010 : Nuit Blanche  // régleur : Gilles Conseil
- 2010 : Belle du Seigneur  // régleur : Fred Vallet / Carlos Bonelli
- 2008 : Humains  // régleur : Karim Hocini
- 2008 : Le Baltringue  // régleur : Oumar Diaouré / Figlarz Action
- 2008 : L'Armée du crime  // régleur : Cyril Hertel
- 2008 : Lady Jane  // régleur : Cyrille Hertel
- 2007 : Les Liens du sang  // régleur : Daniel Vérité
- 2007 : Ca$h // régleur : Alain Figlarz / David Genty
- 2007 : Largo Winch  // régleur : Alain Figlarz
- 2006 : Scorpion  // régleur : Alain Figlarz
- 2006 : Gomez vs Tavarès  // régleur : Alain Figlarz
- 2006 : Le Deuxième Souffle  // régleur : Daniel Vérité
- 2005 : Le plus beau jour de ma vie  // régleur : Daniel Vérité
- 2005 : Nuit noire // régleur : Jean Louis Airola
- 2005 : Les Brigades du Tigre // régleur : Alain Figlarz
- 2005 : Un fiancé tous frais payés // régleur Daniel Vérité
- 2004 : Je préfère qu'on reste amis... // régleur : Gil De Murger
- 2004 : Banlieue 13 // régleur : Fred Vallet
- 2004 : Les Chevaliers du ciel  // régleur : Alain Figlarz
- 2004 : Enfermés dehors  // régleur : Jean Louis Airola
- 2003 : People  //  régleur : Daniel Vérité
- 2003 : Narco  // régleur : Alain Figlarz
- 2003 : Arsène Lupin // régleur : Daniel Vérité / Alain Figlarz
- 2003 : Avant l'oubli  // régleur : Daniel Vérité
- 2003 : L'Outremangeur  // régleur cascade : Daniel Vérité
- 2002 : Rencontre avec le dragon  //  régleur cascade : Cyrille Hertel
- 2002 : La Beuze  // régleur cascade : Gil de Murger
- 2001 : Bloody Mallory  // régleur cascade : Cyrille Hertel
- 2001 : Le Boulet  //  régleur cascade : Niki Naude
- 2000 : Le Pacte des loups  // régleur cascade : Gil de Murger